# Тврђава у Дамаску
Тврђава у Дамаску ( арап. قلعة دمشق) је велика средњовековна утврђена палата и цитадела у Дамаску, Сирија . Део је древног града Дамаска, који се од 1979. године налази на листи светске баштине Унеска.
Темељи цитаделе су постављени 1076. године од стране туркменског војсковође Атиз бин Увака, иако је могуће, али није доказано, да је на овом месту стајала тврђава у хеленистичком и римском периоду. Након убиства Бин Увака, пројекат је завршио селџучки владар Тутуш I. Емири наредних династија Бурида и Зенгида извршили су промене и додали цитадели нове структуре. Током овог периода, цитадела и град су неколико пута опседали крсташке и муслиманске војске. Године 1174. цитаделу је заузео Саладин, египатски султан из династије Ајубида, који је цитаделу начинио својом резиденцијом и модификовао одбранбене и стамбене зграде.
Саладинов млађи брат и његов наследник Малик Ел-Адил је у потпуности обновио цитаделу у периоду од 1203. до 1216. године као одговор на развој требушета . Након Маликове смрти, избила је борба за власт између принчева из династије Ајубида и иако је Дамаск неколико пута мењао владаре, цитадела је силом заузета само једном, 1239. године. Цитадела је остала у рукама Ајубида све док Монголи под генералом Китбуком нису заузели Дамаск 1260. године, чиме је окончана владавина Ајубида у Сирији. Након што је у цитадели избила неуспешна побуна, Монголи су њен већи део уништили. После пораза Монгола 1260. од стране Мамелука, династије која је наследили Ајубиде као владари Египта, Дамаск је дошао под власт Мамелука. Осим у кратким периодима 1300. и 1401. године, када су Монголи поново освојили Дамаск, Мамелуци су контролисали цитаделу до 1516. године. Те године Сирија је пала у руке Османског царства . Дамаск се предао без борбе и од 17. века надаље цитадела је функционисала као касарна за јањичаре — отоманске пешадијске јединице. Цитадела је почела да пропада у 19. веку, а последња војна употреба била је 1925. године, када су француски војници бомбардовали стари град са цитаделе као одговор на Велику сиријску побуну против француског мандата над Сиријом. Цитадела је наставила да служи као касарна и затвор до 1986. године, када су почела археолошка истраживања и рестаурације . Од почетка грађанског рата у Сирији 2011. године археолошка истраживашња су обустављена. Цитадела је додатно оштећена током бомбардовања Дамска у периоду 2011-2012. године. Мали део цитаделе је обновљен после тога, и у њој се данас одржавају концерти и изложбе.
Цитадела се налази у северозападном делу градских зидина, између Баб ал-Фарадиса и Баб ал-Џабије . Цитадела се састоји од правоугаоног зида који обухвата површину од 230 м са 150м. Зидине су првобитно биле заштићене са 14 масивних кула од којих данас постоји 12. Цитадела има капије на северној, западној и источној страни. Садашња цитадела датира првенствено из периода Ајубида, али укључује и делове старије Селџучке тврђаве. Обимне поправке као одговор на опсаде и земљотресе вршене су у мамелучком и османском периоду.

## Пре цитаделе
Није са сигурношћу утврђено да ли је на месту данашње цитаделе у Дамаску стајала грађевина и пре 11. века нове ере. Гута, шира област у којој се налази Дамаск, била је насељена од сигурно 9.000 година пре нове ере, али још увек нису пронађени археолошки докази о насељености унутар подручја које је данас ограђено градским зидинама пре 1. миленијума пре нове ере. Подручје које је заузима данашња цитадела највероватније је било изван овог првог насеља. Такође, неизвесно је постојање цитаделе током хеленистичког периода. Дамаск је свакако имао цитаделу током римског периода, али да ли се налазила на месту данашње цитаделе није извесно и предмет је научних расправа.

## Стара цитадела

### Изградња старе цитаделе
Године 1076. Дамаск је освојио туркмански војсковођа Атсиз ибн Увак, који се самопрогласио владаром града и започео изградњу цитаделе. Атсиз је покушао да изврши инвазију на Фатимидски калифат у Египту, али је поражен 1077. Охрабрени победом над Атсизом, Фатимиди су касније опседали Дамаск, 1077. године и поново 1078. године, али оба покушаја да заузму град су била неуспешна. Опсаду 1078. на крају је окончао Тутуш I , брат селџучког султана Малика Шаха Првог , од кога је Атсиз затражио помоћ. Након што су опсадници Фатимида отишли, Тутуш I је преузео град и, немајући поверења у Атсиза, наредио његово убиство 1078. године. Изградња цитаделе је завршена под Тутушом I.

### Од Селџука до Зенгида
Након смрти Тутуша I 1095. године, Сирија је подељена између његових синова Абу Наср Шамс ел Мулук Дукак и Ридван од Алепа. Дукак је преузео контролу над Дамаском док се Ридван устоличио  као владар Алепа. За време Дукакове владавине (1095. – 1104. године) извршени су додатни радови на цитадели. Ридван је опседао цитаделу 1096. године, али није успео да је заузме.
За време владавине династије Бурида (1104–1154) на цитадели су вршени радови као одговор на вишеструке нападе крсташке и муслиманске војске на Дамаск. Крсташка војска се приближила Дамаску 1126. године, али је њихово напредовање заустављено 30км од града. Током другог покушаја крсташа 1129. године  војска је стигла на 10 км од града пре него што су морали да се повуку. Упади крсташа су подстакли нека побољшања цитаделе која су извршена око 1130. године од стране владара из династије Бурида.
Зенги, атабег Алепа и Мосула и оснивач династије Зенгида која је по њему добила име, нападао је Дамаск два пута - 1135. године и поново 1140. године. Зенгијев други напад је осујећен јер је Дамаск склопио пакт са крсташким државама на југу, тврдећи да ће, ако Дамаск буде освојен, и ове државе пасти поод власт Зенгида. Крсташке војске су трећи пут напале Дамаск 1148. током Другог крсташког рата . Ова опсада Дамаска завршена је у року од недељу дана када је војска коју је предводио Нур ад-Дин Зенги, владар Алепа и Зенгијев син, запретила крсташима који су били под опсадом, приморавајући их да се повуку. Након неуспешних напада 1150. и 1151. године, Нур ад-Дин је коначно заузео Дамаск 1154. године. Цитадела је предата Нур ад-Дину тек након што је Муџир ал-Дин Абага, последњи владар Бурида, добио сигуран пролаз из града и власт над Хомсом , градом у западној Сирији.
Нур ад-Дин је владао као Зенгидски емир Дамаска од 1154.године до своје смрти 1174. године. Настанио се у цитадели и обновио њене стамбене структуре. Након земљотреса који је погодио Дамаск 1170. године, Нур ад-Дин је саградио дрвену кућу за спавање и молитву поред првобитне, оригиналне камене резиденције у цитадели. Такође, у цитадели је саградио џамију и чесму. Између 1165. и 1174. године Нур ад-Дин је поново утврдио Дамаск концентричним зидом, а верује се да је ојачао одбрану цитаделе. Нур ад-Дин је умро од болести у цитадели 15. маја 1174. године, где је и  сахрањен. Његово тело је касније пребачено у Медресу Нур ад-Дин у Дамаску.

### Од Саладина до Ал-Адила
Након Нур ад-Динове смрти 1174. године, Дамаск је заузео Саладин, Египтски султан из династије Ајубида. Те године Саладин је дојахао из Египта, поред крсташких држава, до Дамаска са само 700 коњаника. Град је отворио своје капије Саладину без отпора, осим цитаделе, која му се предала касније те године. Саладин је у цитадели додао кулу и обновио стамбене зграде. Као и његов претходник Нур ад-Дин, Саладин је умро од болести у цитадели 4. марта 1193. године. Он је сахрањен у цитадели, али је касније његово тело пренето у Саладинов маузолеј у близини Умајадске џамије у Дамаску.
После Саладинове смрти 1193. године, супротстављене Ајубидске фракције предвођене Саладиновим синовима устоличиле су саме себе у Египту, Алепу, Дамаску и Ираку. Ал-Афдала, Саладиновог најстаријег сина и емира Дамаска, у почетку су млађи синови прихватили као свог владара. Међутим, непријатељства су избила 1194. између Ал-Афдала и Ал-Азиза Османа, Саладиновог другог сина и Ајубидског султана Египта.  Ал-Азиз и Саладинов брат Малик Ал-Адил заузели су Дамаск 1196. године, осим цитаделе, где се Ал-Афдал склонио. Након преговора, Ал-Афдал је предао цитаделу и своје титуле Ал-Азизу и био је прогнан у Салкхад у Хаурану .  Ал-Адил је признао власт Ал-Азиза и постао је владар Дамаска. Након смрти Ал-Азиза 1198. године, неколико чланова Саладинове породице, укључујући Ал-Афдала и Аз-Захира, владара Алепа, удружили су се против Ал-Адила и кренули у поход на Дамаск. Ал-Афдал и Аз-Захир су опседали Дамаск 1200. и 1201. године, али оба покушаја су била неуспешна. Ал-Адил је на крају склопио мировни споразум са Ал-Афдалом и Аз-Захиром, који су признали Ал-Адилову власт као султана Египта и емира Дамаска.

## Нова цитадела

### Ал-Адилова изградња и разарање од стране Монгола
Пошто је утврдио положај султана Египта и емира Дамаска, Ал-Адил је започео обнову цитаделе. Између 1203. и 1216. године, стара утврђења су срушена, а на истој локацији изграђен је већи замак, који укључује делове старе Селџучке цитаделе. Од ниже рангираних ајубидских принчева се захтевало да финансирају и изграде једну од великих кула цитаделе. Неколико Ал-Адилових Ајубидских наследника обновило је административне и стамбене објекте унутар цитаделе, укључујући резиденције, палате и базен. Салих Најм ел Дин Ејуб је био једини наследник који је модификовао одбранбене куле цитаделе.
Један од могућих разлога зашто је Ал - Адил наредио потпуну обнову цитаделе је и штета која је настала као последица земљотреса 1200. и 1201. године и претња коју су други Ајубидски принчеви наставили да представљају за Ал-Адила. Одбрана старе цитаделе је застарела због увођења требушета  у 12. веку, опсадне машине која је лако могла да претвори дебеле камене зидове у рушевине. Нова цитадела је унела низ важних промена у одбрамбеном систему, укључујући више и дебље зидове, широки шанац који окружује цитаделу и бројне уско распоређене, високе, масивне куле. За разлику од старијих кула, ове куле су биле квадратне, а не округле. На кулама су биле изграђене платформе на које су се могли поставити требушети. Због свог високог положаја, ови требушети су могли да надмаше непријатељску артиљерију и тиме их спрече да пробију зидине.
Након Ал-Адилове смрти 1218. године, дошло је до бробе за превласт међу његовим синовима и другим Ајубидским принчевима. Између 1229. и 1246. године Дамаск је редовно мењао владаре и пет пута су га нападале различите војске Ајубида. Током овог периода, цитадела је само једном заузета силом - минирањем једног од њених зидова - 1239. године. Разлог је био у томе што је гарнизон цитаделе бројао мање војника него што је потребно за одбрану замка те величине. Након убиства последњег ајубидског султана Египта Ал-Муазама Тураншаха1250. године, Дамаск је заузео ајубидски владар Алепа, Ан-Насир Јусуф . Он је контролисао већи део Сирије све до доласка Монгола .
Када су Монголи напали Сирију и запретили Дамаску након освајања Алепа 1260. године, Ан-Насир је побегао из града, остављајући га без одбране. Племство Дамаска  започело је преговоре са монголским владаром Хулагу каном и град је предат његовом генералу Китбука 1260. године. Када је монголска војска напустила Дамаск да би угушила побуне у селима, ајубидски гарнизон цитаделе се побунио, како им је Ан-Насир наредио. Као одговор, Монголи су ставили цитаделу под опсаду 1260. године. Гарнизон се предао након бомбардовања и без наде да ће их Ан-Насир ослободити. Одбрамбени систем цитаделе је тада у великој мери демонтиран.

### Мамелучки период
Нови мамелучки султан Египта, Кутуз, победио је Монголе у битки код Аин Џалута 1260. године. Тако је Дамаск дошао под утицај Мамелука. Исте године, Кутуза је убио његов командант Бајбарс, који је тако постао султан Египта (1260–1277). За време Бајбарсове владавине, цитадела је обновљена, а северни зид је померен 10 метара ка северу. Више обнова је завршено током владавине султана Калавана (1279.–1290.) и Ел-Ашрафа Халила . Ел-Ашраф је изградио структуру под називом Плава купола у цитадели. Била је то прва купола у Сирији која је била украшена обојеним плочицама на спољној површини, што је традиција увезена из Ирана. Након пораза Мамелука у битки код Вади ал-Казандара, Дамаск је, осим цитаделе, прешао у руке Монгола 1300. године. Монголи су опседали цитаделу и поставили требушете у дворишту џамије Омајада, али су се повукли из Дамаска пре него што су успели да освоје цитаделу. У наредним деценијама обављени су обимни радови на реконструкцији цитаделе. Оштећења нанета током опсаде, пре свега на њеној источној страни, су санирана. Џамија је реконструисана и проширена, куле су поправљене, а Плава купола је покривена оловним плочама пошто су плочице уништене.
Током последње две деценије 14. века у мамелучком султанату беснео је грађански рат између султана Баркука, који је успоставио династију Бурџи у Каиру, са једне стране  и Саифа ал-Дин Јалбуге, гувернера Алепа, и Минташа, гувернер Малатије са друге стране. Град и цитадела су више пута опседани током овог периода и обе стране су користиле опсадне куле, требушете, ракете и топове током борби. Након што је Јалбуга променио страну и удружио се са Баркуком, Минташ је убијен 1393. године, остављајући Дамаск под контролом Баркука. У овом периоду је откривена завера која је имала за циљ свргавање Баркука, позната као Захиријева побуна.

### Опсада Тимура и њене последице
Монголска војска под вођством Тимура, познатијег као Тамерлан, се обрушила на Сирију 1400. године и стигла у Дамаск након што је покорила Алепо, Хаму и Баалбек. Мамелучка војска из Египта под вођством Баркуковог сина, султана Фараџа ибн Баркука, није успела да одбрани цитателу. Град, осим цитаделе, се предао Тимуру 1401. године. Око цитаделе и у Омајадској џамији постављене су куле са требушетима. Гарнизон у цитадели се предао након што је минирањем срушена северозападна кула. Браниоци су убијени, а грађанима Дамаска је наметнут тежак данак. Када нису успели да испоруче шта је захтевано, град је опљачкан, а џамија Омајада спаљена.
Оштећења на цитадели, посебно на њеним северним и западним зидовима, поправљена су тек 1407. године. Гувернер Дамаска Навруз ал-Хафизи је потражио уточиште у цитадели од војске султана Ал-Му'аида Саиха 1414. године. Тада је цитадела бомбардована требушетом и топовима, а опсада је завршена када је потписан уговор о предаји. Јгозападна кула се срушила у пожару када су из ње испаљене ракете да би приморале побуњеног гувернера Дамаска да напусти град. Ова и четири друге куле су обновљене крајем 15. и почетком 16. века, што указује да су поправке из 1407. године нису биле задовољавајућег квалитета.

### Османски период
Након мамелучког пораза од османске војске под вођством султана Селима I  у битки код Марџ Дабика 1516. године, Дамаск и цитадела су се мирно предали Османлијама. Дамаск је дат Јанбирдију ал-Газалију, мамелуку који се потчинио Селиму I. Када је Селим I умро 1520. године, ал-Газали се побунио и заузео цитаделу. Такође, кренуо је у поход на Алепо како би проширио своје царство, али је морао да се повуче и на крају је поражен и убијен у близини Дамаска 1521 године. Од 1658. године надаље, цитаделу су контролисали јањичари, отоманске пешадијске јединице. Јањичари су 1738. и 1746. године били умешани у сукобе са намесницима Дамаска и привремено изгубили контролу над цитаделом 1746. године. Северна капија цитаделе срушила се 1752. године, после тога претрпела је велика оштећења услед јаког земљотреса 1759. године. Према савременим извештајима, и западни и јужни зид су се срушили, али је штета брзо поправљена, 1761. године 
Када је Али-бег из Египта, који је био против Османлија, напао Сирију 1771. године, град Дамаск му се предао без борбе, осим цитаделе. Али-бег се повукао после кратке опсаде. Две следеће опсаде су се десиле 1787. и 1812. године, обе успешне и обе су започете јер се гарнизон цитаделе побунио против гувернера Дамаска. Последња опсада цитаделе била је 1831. године. Те године грађани Дамаска и локални гарнизон јањичара побунили су се против гувернера Мехмед Селим-паше, који се склонио у цитаделу. Обећан му је сигуран пролаз након опсаде која је трајала 40 дана, али је убијен пре него што је напустио град. Хришћанске избеглице које су због сукоба Друза и Маронита у Либану 1860. године дошле у Дамаск су подигле тензије са муслиманским становништвом. Тада се десио масакр хришћанског становништва, од којих су многи потражили уточиште у цитадели и на крају побегли из града уз помоћ угледног Сиријског грађанина алжирског порекла Абделкадир ал-Јаза'ирија . Описи и фотографије цитаделе европских путника из деветнаестог века указују на то да је одбрана остала у релативно добром стању до 1895. године, али да су структуре унутар зидина сведене на потпуне рушевине. Године 1895. на цитадели је причињена знатна штета јер је вађен камен за изградњу касарне .

### Први светски рат и период француског мандата
Британске и арапске снаге кренуле су на Дамаск у последњој години Синајске и палестинске кампање у Првом светском рату, па су Османске власти су побегле и оставиле Дамаск под контролом комитета грађана. Новоименовани османски војни гувернер ослободио је 4.000 затвореника из цитаделе, који су почели да пљачкају и убијају болесне и онеспособљене османске војнике који су били остављени у граду. Ови немири су престали тек са уласком аустралијских трупа у град 1. октобра 1918. године.
У периоду француског мандата над Сиријом и Либаном (1920. - 1946. године) Француске војне снаге су заузеле цитаделу и 1925. године у периоду Велике Сиријске Побуне, Французи су са положаја у брдима северно од града, и са саме цитаделе, гранатирали Ал-Харику, подручје у Дамску, јужно од цитаделе где су наводно били присутни сиријски побуњеници. Ово бомбардовање је довело до  разарања града. Након периода француског мандата, цитадела је наставила да служи као затвор и касарна до 1986. године.

### Рестаурација и истраживање
Древни град Дамаск, укључујући и цитаделу, се налазе на листи светске баштине Унеска од 1979. године. Од 1986. године разне сиријске и стране мисије изводе рестаураторске радове са циљем отварања цитаделе за јавност. До 1999. године рестаурације је вршила Сиријска генерална управа за антиквитете и музеје (ДГАМ), а 1999. године покренута је заједничка француско-сиријска мисија под надзором ДГАМ-а и Француског Института за Блиски Исток (ИФПО). У периоду од 2000. до 2006. године, ова мисија је извршила опсежна археолошка и уметничко-историјска истраживања у цитадели, као и даље рестаураторске радове. У част ових обнова, 1. јула 2006. одржана је церемонија којој је присуствовао сиријски председник Башар ал-Асад .
2004. године потписан је споразум између ДГАМ-а и италијанског Генералног директората за развојну сарадњу о заједничкој мисији реновирања и реорганизације цитаделе и Националног музеја Дамаска . Ова мисија је почела са радом у цитадели 2007. године и велика пажња је посвећена архитектонском ојачавању оштећених или структурно слабих делова. Сиријско-италијанска мисија је очекивала да ће, када се реновирање заврши, цитадела бити коришћена за културне и друштвене догађаје и активности.

## Цитадела данас

### Локација и распоред
Цитадела се налази у северозападном углу старог града Дамаска са зидинама, између Баб ал-Фарадиса и Баб ал-Џабије . Док се већина средњовековних арапских замкова налази на истакнутим врховима брда, цитадела у Дамаску је изграђена на равном терену на истом нивоу као и остатак града, детаљ који дели са Цитаделом Босра. Локација цитаделе је таква да се из ње може контролисати река Барада, која тече северно од цитаделе. Локација реке је такође пружала заштиту од напада са те стране цитаделе. Нахр Акрабани, канал који се одваја од Бараде, текао је одмах испод северног зида и пружао додатну заштиту. Из ових потока могли су се пунити суви канали на другим странама цитаделе. Други огранак Бараде, Нахр Баниас, улазио је у град испод цитаделе. Хидрауличне конструкције испод које су омогућавале контролу тока воде у Дамаск из цитаделе су вероватно изграђене под Ал-Адилом. Цитадела је била потпуно интегрисана у одбрану Дамаска, са градским зидинама које су се наслањале на цитаделу на њеним југозападним и североисточним деловима.
Цитадела подигнута под Селџуцима заузимала је површину од 210 метара са 130 метара. Делови селџучких зидова су интегрисани у нову цитаделу током обнове за време владавине Ал-Адил. На овај начин је обезбеђен други унутрашњи прстен одбране, јер су Ал-Адилови зидови затварали нешто већу површину. Цитадела Ајубид обухватала је неравну правоугаону површину од 230м са 150м. Спољне зидове, које је изградио Ал-Адил, пробиле су три капије и првобитно их је штитило 14 кула, иако је од њих остало само 12. Осим западног дела бедема, одбрамбени објекти цитаделе који још увек постоје првенствено су из ајубидског периода, са обимним мамелучким рестаурацијама. Зидови су делимично заклоњени од погледа урбаним ткивом Дамаска, који је захватио цитаделу током 19. и 20. века. Продавнице дуж северне стране Ал-Хамидиија Сука изграђене су уз јужну фасаду цитаделе, док су делови источне одбране такође заклоњени зградама. Зграде које су стајале уз западни и северни зид срушене су 80-их година.
Зидови и куле цитаделе изграђени су од карбонатних стена и базалта који су вађени у околини Дамаска.

### Куле
Данас цитадела има 12 кула. На сваком углу је по једна кула, три између северног и јужног зида и две окренуте према истоку. Првобитно је цитадела имала још две куле на западном зиду, како су извештавали европски путници до 1759. године. Током земљотреса који је те године погодио Дамаск западна одбрана цитаделе је срушена и куле касније нису обновљене. Централна северна кула, у којој се некада налазила северна капија цитаделе, и југозападна угаона кула такође су у великој мери нестале. Од првих је остао само западни зид, док се од југозападне куле виде само делови подрума. Осталих 10 кула сачувано је до првобитне висине, која се креће између 15 и 25 метара. Северне угаоне куле су квадратне, док су јужне куле у облику латиничног слова Л. Све остале куле су правоугаоне са широким страницама паралелним са зидовима цитаделе. Све куле крунише дупли парапет са машикулама и бројним пушкарницама. Ови парапети су окруживали и штитили велике платформе са којих су управљани требушети.

### Бедеми
Бедеми цитаделе спајају куле. С обзиром да је при пројектовању цитаделе акценат стављен на масивне куле, бедеми су релативно кратки. Они се крећу између 10 метара дужине за бедеме који повезују две централне куле источног зида до 43 метара за бедеме који повезују северозападну угаону кулу са кулом источно од ње. Тамо где су бедеми сачувани до првобитне висине, јужни део цитаделе, имају 115 метара док се њихова дебљина креће између 3,65 и 4,90 метара. Дуж унутрашњег дела бедема су засвођене галерије које су омогућавале брз приступ свим деловима цитаделе. Ове галерије су имале пушкарнице из којих се могло пуцати на непријатеља који се приближавао. Бедеме је крунисало шеталиште које је било заштићено зупцима .

### Капије
На северној, источној и западној страни цитаделе се налази по једна капија. Капије на северној и источној страни су дело Ал-Адила, иако је северна капија поправљена у мамелучком периоду, док је садашња западна капија каснијег датума. Северна капија била је првенствено резервисана за војну употребу док је источна капија била у грађанској употреби. Током мамелучког периода, источна капија је била једна од две локације (друга локација је била Омајадска џамија) на којој су били постављени званични декрети, што се огледа у бројним натписима који су овде пронађени.
Северна капија, или Баб ал-Хадид („Гвоздена капија“), изграђена је примарно за војну употребу. Првобитно је имала лучне улазе на источном и западном зиду куле у средини зидина. Ови улази су водили у централну засвођену просторију, а одатле кроз дуги засвођени пролаз пре него што су стигли у двориште. Овај велики комплекс капија такође је укључивао структуре капије старе Селџучке цитаделе. На основу стилских доказа и натписа пронађених у цитадели, оригинална конструкција Ајубидове капије је највероватније настала између 1210. и 1212. године. Већина спољне капије је нестала и кроз западни лук сада пролази улица, док се засвођени пролаз који је водио у цитаделу сада користи као џамија. Комплекс источне и северне капије били су повезани преко са 68 метара дугачким засвођеним пролазом који се може датирати у време владавине Ал-Адила.
Источна капија, саграђена између 1213. и 1215. године, једина је која се отвара ка области ограђеној градским зидинама Дамаска. Налази се у једној од четвртастих кула цитаделе и заштићена је другом кулом јужно од куле и барбаканом који се протеже између ових кула. То је капија са савијеном осовином која пролази кроз засвођене пролазе пре него што стигне до дворишта. Иза дворишта је квадратна сала у којој четири стуба носе централну куполу необичног облика. Укључује капију из старе Селџучке цитаделе. Капији недостају одбрамбене конструкције попут рупа за убистава и украшенија је од северне капије, што има везе са чињеницом да је капија окренута ка граду. Капија је украшена врхунском мукарнас балдахином која је сада скривена јер су спољна врата блокирана.
Западну капију су првобитно штитиле две четвртасте куле које су вероватно изграђене за време Бајбарсове владавине. После земљотреса 1759. године, који је довео до урушавања западне одбране цитаделе, ове куле нису обнављане. За разлику од друге две капије, ова капија има прав пролаз.

### Југозападна зграда
У југозападном углу дворишта, подигнута паралелно са јужним зидом, налази се двоспратна зграда 90 метара пута 10 метара, висине 10 метара. Датум изградње ове грађевине дуго је био нејасан, али на основу археолошке и архитектонске анализе спроведене између 2002. и 2006. године, показало се да претходи Ал-Адиловом поновном утврђивању цитаделе и да је морала бити додатак одбрани Селџучке цитаделе. Функција ове грађевине након што је уграђена у нове зидине током периода владавине Ал-Адила, а самим тим и након што је изгубила одбрамбену функцију, остаје нејасна јер археолошка анализа није открила материјал од којег би се могла реконструисати намена објекта.